# Cellofan

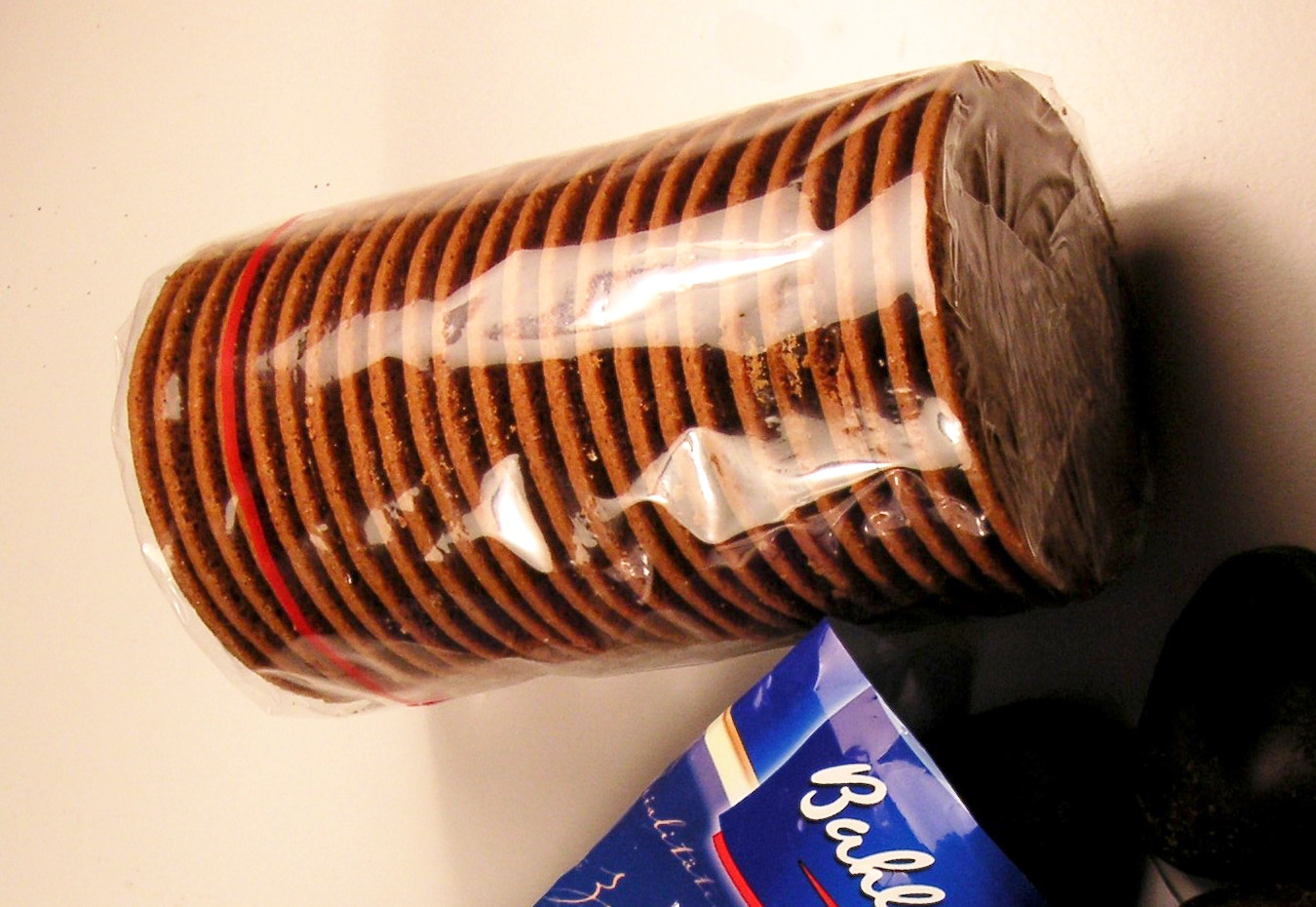
Tryckt cellofanpåse med chokladhjärtan och glasklar cellofanförpackning med pepparkakor

Cellofan var från början ett varumärke Cellophan. Cellofan är en genomskinlig och genomsynlig tunn folie som tillverkas genom behandling av cellulosa med natriumhydroxid och koldisulfid. Den schweiziske textilkemisten Jacques E. Brandenberger uppfann materialet 1908. Den används som förpackningsmaterial exempelvis för blommor och karameller. Cellofan prasslar och glittrar mycket och finns i olika färger. Av dekorationsskäl förpackas därför ofta andra förpackningar i ett hölje av cellofan.
Man har även tillverkat mjuka skivor med bikakestruktur av transparent cellofan. Dessa kan användas som förpackningsmaterial, isolering, eller för att fästa som insynsskydd på insidan av exempelvis källarfönster.
Cellofan är lättantändligt, det vill säga brandfarligt. Användningen har minskat. I många användningssammanhang ersätts det idag av termoplaster.